# Sites mégalithiques de la Vienne
Cet article présente les sites mégalithiques de la Vienne, en France.

## Généralités

### Approche historique
La Pierre Soupèze d'Archiny et celle de Marigny-Brizay sont toutes deux mentionnées dans des textes médiévaux. Au XVIe siècle, la Pierre-Levée de Poitiers est mentionnée dans plusieurs ouvrages et Rabelais en attribue la création à Pantagruel. 
Au XVIIIe siècle, plusieurs monuments figurent sur les cartes de Cassini ou font l'objet de mentions dans les travaux du comte de Caylus, qui y reconnaît des tombeaux dont l'édification est très antérieure à l'époque romaine. Les premières fouilles connues sont celles des bénédictins Dom Fonteneau et Dom Mazet de cinq à six sépultures aux environs d'Aslonnes et de Château-Larcher. Dom Mazet sera plus tard l'auteur du premier inventaire des mégalithes de la Vienne, dans lesquels il reconnaît des tombeaux, mais sans savoir à quelle période les attribuer ; il note aussi l'association des dolmens et des tumulus. 
Avec la création de la Société des antiquaires de l'Ouest en 1834, les fouilles se multiplient très rapidement, au point que dès 1835, l'avocat général Nicias Gaillard s'inquiète des destructions de monuments consécutives à leur fouille. Les premières mesures de conservation apparaissent dès 1842 (Pierre-levée de Poitiers) et 1845 (dolmen des Frozes). Au cours de la seconde moitié du XIXe siècle, les fouilles de monuments se multiplient, notamment  avec Alphonse Le Touzé de Longuemar (dolmens de Gouex, d'Arlait, Saint-Martin-l'Ars) qui rédige en parallèle des inventaires et introduit  des méthodes de recherche nouvelles. Amédée Brouillet s'intéresse aux techniques d'édification des monuments.
Au XXe siècle, avec la création du CNRS, les méthodes de fouille évoluent et les études anthropologiques (Étienne Patte) progressent considérablement. La typologie des mégalithes du département bénéficie des travaux de Glynn Daniel et de Michel Gruet. En 1980, la synthèse de Roger Joussaume intègre les monuments du département dans l'évolution des cultures régionales.
| \| Poitiers Châtellerault Montmorillon \| Répartition géographique des sites mégalithiques. · : dolmen - : menhir - : autre site mégalithique |
| Poitiers Châtellerault Montmorillon |

### Répartition géographique et topographique
La plus forte concentration de monuments se trouve dans le quart sud-ouest du département entre la Charente et le Miosson. On peut la diviser en trois groupes : un premier ensemble de monuments ruinés sur la rive nord de la Charente, un second groupe de monuments à couloir sur la rive droite de la Clouère et un troisième sur la rive droite du Clain. Le Clain dessine une frontière très nette. Au nord du département, le groupe des mégalithes du Loudunais prolonge les aires d'expansion des mégalithes du sud du Maine-et-Loire et du nord des Deux-Sèvres où les dolmens de type angevin prédominent. Dans l'est, entre les vallées de la Vienne et de la Creuse, les monuments sont assez dispersés et de petite taille, sans homogénéité.
Quelques monuments occupent des positions dominant le paysage (dolmen des Pelyvert, Saint-Drémont) mais beaucoup d'autres ont été érigés dans des situations topographiques moins spectaculaires, en rebords de plateaux, à proximité d'une source ou d'un cours d'eau, voire sans spécificité, en plaine ou sur un plateau. L'adéquation entre la topologie et la fréquence des monuments n'est pas démontrée.

### Matériaux utilisés
Les monuments ont été construits en prélevant des matériaux sur place, on n'observe pas de transport important. En raison de la rareté des sols cristallins, limités au sud-est du département, le granite n'a été utilisé que dans quelques monuments encore existants (dolmen de Marchain, dolmen du Moulin de Vareilles) ou disparus (dolmen de la Retandière, dolmen de Génevrie). Au nord du département, la roche locale la plus abondante, le tuffeau, étant trop fragile pour la construction, les bâtisseurs lui ont privilégié les brèches, les meulières mais surtout le grès qui permet d'obtenir les grandes dalles nécessaires aux dolmens de type angevin. Dans le sud du département, ils ont utilisé les calcaires locaux (bathoniens, bajociens) et les brèches siliceuses.

### Typologie des monuments
Les dolmens à couloir (chambre ronde ou polygonale) ne sont pas représentés dans le département et les dolmens à couloir à chambre quadrangulaire, dits dolmens angoumoisins, se limitent à quelques exemplaires principalement dans le sud du département (dolmen A de Villaigue, dolmen de Beaumont, dolmen de Laverré, dolmen II de Busserais). Les dolmens angevins sont très bien représentés dans le nord-ouest du département avec des monuments spectaculaires encore visibles (Pierre Folle des Ormeaux, dolmen de Vaon) ou ruinés (Roche-Vernaize, dolmen I des Fontaines-de-sion, dolmen d'Aillé, Pierre-levée de Massigny). Les deux monuments (dolmen I de Briande, dolmen IV de Chantebrault) classés comme allées couvertes ne sont pas très typiques, il pourrait s'agir d'adaptations locales.
Le département comporte plusieurs nécropoles regroupant un grand nombre de sépultures en coffre (Thorus, Maupas, Chantebrault, Liaugues) ou correspondant à un regroupement de deux à trois monuments. 
Les menhirs sont peu fréquents (douze encore visibles, dix-sept disparus). Il s'agit toujours d'un bloc brut en roche locale aux dimensions réduites, seuls deux menhirs atteignent ou dépassent 4 m de hauteur (Pierre-Levée-de-Courçu, Pierrefitte). Plusieurs édifices recensés comme menhirs ne sont peut-être que des stèles plus tardives. L'authenticité du cromlech de la Jument Guignard ou des alignements autrefois signalés et désormais disparus n'est pas avérée.
On ne recense que quatre polissoirs encore existant et trois disparus auxquels il faut ajouter les polissoirs incorporés à un mégalithe à part entière (Pierre Folle des Ormeaux, le Pontreau à Arçay, menhir de Souhé). Ils sont presque tous en grès ou en calcaire, issus d'affleurement locaux.

### Sculptures
Les représentations artistiques sont très rares. Seuls les dolmens angoumoisins comportent des figurations de haches, de crosses et de crochets et l'unique sculpture connue est un faux-relief représentant une hache sur la table de couverture de la Pierre levée de Poitiers.

### Folklore
L'essentiel des légendes associées aux mégalithes se rapportent à des saints locaux (Saint Martin, Sainte Radegonde), au diable, aux farfadets, à l'époque médiévale. Les légendes de Pierres Qui Virent sont nombreuses.

## Inventaire non exhaustif
Arnault-Poirier dresse en 1837 un premier inventaire des mégalithes du Loudunais. La première liste de Longuemar publiée en 1862 et actualisée en 1865 va demeurer longtemps une référence. Elle recense quatre-vingt-sept monuments, dont trente-trois disparus. Dans l'inventaire général de 1880, Legeay recense quatre-vingt-sept dolmens, dix-huit menhirs, un alignement et deux cromlechs. Le recensement d'Adrien de Mortillet de 1901 compte cent-un dolmens et dix-neuf menhirs et Joseph Déchelette mentionne 129 dolmens, en 1908. Le dernier recensement connu à la fin du XXe siècle comptabilise soixante-six sépultures encore existantes et soixante-dix monuments disparus, sept tumulus existant et quatorze disparus.
| Monument                                 | Commune                        | Remarque                                                                             | Protection                                        | Coordonnées                                                                         | Illustration                     |
| ---------------------------------------- | ------------------------------ | ------------------------------------------------------------------------------------ | ------------------------------------------------- | ----------------------------------------------------------------------------------- | -------------------------------- |
| Dolmens des Liboureaux                   | Angles-sur-l'Anglin            | 2 dolmens                                                                            | 1 détruit                                         | 46° 41′ 00″ N, 0° 52′ 54″ E                                                         |                                  |
| Sépulture de Boisdichon                  | Angles-sur-l'Anglin            |                                                                                      | détruite                                          |                                                                                     |                                  |
| Polissoir                                | Antigny                        |                                                                                      |                                                   |                                                                                     |                                  |
| Tumulus du Bois de la Malle              | Antigny                        |                                                                                      |                                                   | disparu                                                                             |                                  |
| Dolmen de l'Île Malo                     | Arçay                          |                                                                                      |                                                   | disparu                                                                             |                                  |
| Dolmen de la ferme du Pontreau           | Arçay                          |                                                                                      | ruiné                                             |                                                                                     |                                  |
| Dolmens de Briande                       | Arçay                          | 3 dolmens                                                                            | Inscrit MH (1978) · 1 détruit                     | 46° 57′ 00″ N, 0° 01′ 03″ E 46° 56′ 47″ N, 0° 01′ 04″ E                             | Dolmen de Briande n°1            |
| Dolmen de la Font de l'Étang             | Archigny                       | autres noms dolmen de la Boussée, dolmen de Trepezan                                 |                                                   | 46° 40′ 21″ N, 0° 40′ 29″ E                                                         |                                  |
| Pierre Soupèse                           | Archigny                       |                                                                                      |                                                   | détruite                                                                            |                                  |
| Polissoir de la Giraudrie                | Archigny                       |                                                                                      |                                                   |                                                                                     |                                  |
| Dolmen de Laverré                        | Aslonnes                       |                                                                                      | Classé MH (1889) · Classé MH (1957)               | 46° 28′ 18″ N, 0° 19′ 28″ E                                                         | Dolmen de Laverré                |
| Menhir de Vaintray                       | Aslonnes                       | autre nom menhir de la Jument Guignard                                               | Classé MH (1889)                                  |                                                                                     | Menhir de Vaintray               |
| Tumuli de Laverré                        | Aslonnes                       | 3 tumuli                                                                             | 1 détruit                                         | 46° 28′ 22″ N, 0° 19′ 57″ E 46° 28′ 19″ N, 0° 19′ 38″ E                             |                                  |
| Tumulus des Chirons Genioux de Fontjoise | Aslonnes                       |                                                                                      |                                                   | 46° 25′ 57″ N, 0° 19′ 59″ E                                                         |                                  |
| Tumulus de Ferrageaux                    | Asnois                         |                                                                                      | détruit                                           |                                                                                     |                                  |
| Dolmen du Moulin de Vareilles            | Availles-Limouzine             |                                                                                      |                                                   |                                                                                     |                                  |
| Pierre levée                             | Ayron                          |                                                                                      |                                                   | 46° 40′ 24″ N, 0° 03′ 19″ E                                                         |                                  |
| Pierre-Levée du Petit-Poncay             | Basses                         | autres noms Pierre Folle de May, Le Chiron                                           | détruite                                          |                                                                                     |                                  |
| Pierre-Levée de la Bonnardelière         | Blanzay                        |                                                                                      |                                                   | disparu                                                                             |                                  |
| Dolmen des Fontaines                     | Blaslay                        | autre nom dolmen de Fontaine                                                         |                                                   | 46° 44′ 32″ N, 0° 12′ 54″ E                                                         |                                  |
| Pierre à Martin                          | Blaslay                        | autre nom Pierre Saint-Martin                                                        |                                                   |                                                                                     |                                  |
| Polissoir de Beauregard                  | Bonnes                         |                                                                                      |                                                   |                                                                                     |                                  |
| Butte de Saint-Drémont                   | Bournand                       | dolmen douteux                                                                       |                                                   | 47° 02′ 43″ N, 0° 01′ 28″ E                                                         | Butte de Saint-Drémont           |
| Dolmen d'Épennes                         | Bournand                       |                                                                                      |                                                   | 47° 03′ 26″ N, 0° 05′ 46″ E                                                         |                                  |
| Dolmen de la Croix Blanche               | Bournand                       |                                                                                      | disparu                                           |                                                                                     |                                  |
| Dolmen de Verrières                      | Bournand                       |                                                                                      | disparu                                           |                                                                                     |                                  |
| Pierre Folle des Ormeaux                 | Bournand                       | dolmen                                                                               | Classé MH (1889)                                  | 47° 06′ 37″ N, 0° 04′ 53″ E                                                         | Pierre Folle des Ormeaux         |
| Polissoir du Chemin de la Rhodrie        | Brigueil-le-Chantre            |                                                                                      | disparu                                           |                                                                                     |                                  |
| Dolmens de Busserais                     | La Bussière                    | 2 dolmens et tumulus,                                                                |                                                   | 46° 37′ 57″ N, 0° 51′ 02″ E                                                         |                                  |
| Pierre-Levée de Nouzilly                 | Chalais                        | menhir                                                                               | détruite                                          |                                                                                     |                                  |
| Dolmen de Fontenaille                    | Champigny-le-Sec               | autres noms Pierre de Liaigues, dolmen des Rochelles                                 | Classé MH (1929)                                  | 46° 43′ 08″ N, 0° 11′ 30″ E                                                         | Dolmen de Fontenaille            |
| Dolmen du Clos Renard                    | Champigny-le-Sec               |                                                                                      | disparu                                           |                                                                                     |                                  |
| Dolmens de Bel Air                       | Champigny-le-Sec               | 3 dolmens                                                                            | disparus                                          |                                                                                     |                                  |
| Pierre Folle de Chez Chartrère           | La Chapelle-Bâton              | vestige mégalithique                                                                 |                                                   | 46° 12′ 37″ N, 0° 24′ 45″ E                                                         |                                  |
| Dolmen des Malpierres                    | Charroux                       |                                                                                      | détruit                                           |                                                                                     |                                  |
| Pierre-Levée de la Baronnière            | Charroux                       | dolmen                                                                               | disparue                                          |                                                                                     |                                  |
| Tombelle des Malpierres                  | Charroux                       | tertre                                                                               | disparue                                          |                                                                                     |                                  |
| Tombelle de Verneuil                     | Charroux                       | tertre                                                                               | disparue                                          |                                                                                     |                                  |
| Dolmens d'Arlait                         | Château-Larcher                | 3 dolmens                                                                            | Inscrit MH (1975) · Inscrit MH (1977) · 1 détruit | 46° 25′ 38″ N, 0° 18′ 15″ E                                                         | Dolmen d'Arlait                  |
| Dolmens de Thorus                        | Château-Larcher                | 3 dolmens                                                                            |                                                   | 46° 25′ 17″ N, 0° 19′ 12″ E 46° 25′ 18″ N, 0° 19′ 07″ E 46° 25′ 18″ N, 0° 19′ 08″ E |                                  |
| Menhir                                   | Château-Larcher                |                                                                                      | disparu                                           |                                                                                     |                                  |
| Nécropole des Chaumes de Bapteresse      | Château-Larcher                |                                                                                      | détruite                                          |                                                                                     |                                  |
| Pierre-Levée                             | Château-Larcher                | dolmen                                                                               | disparue                                          |                                                                                     |                                  |
| Dolmen des Vignes                        | Chauvigny                      |                                                                                      | détruit                                           |                                                                                     |                                  |
| Fondis Margaux                           | Chauvigny                      | tertre                                                                               | détruit                                           |                                                                                     |                                  |
| Dolmen                                   | Cissé                          |                                                                                      | disparu                                           |                                                                                     |                                  |
| Pierre-levée du Moulin de Créchet        | Coussay-les-Bois               | dolmen                                                                               |                                                   | 46° 48′ 40″ N, 0° 45′ 27″ E                                                         |                                  |
| Tombelle de Saucouteau                   | Fleuré                         |                                                                                      |                                                   |                                                                                     |                                  |
| Menhir de la Boissonnière                | Gençay                         |                                                                                      | disparu                                           |                                                                                     |                                  |
| Dolmen de la Bussière                    | Gouex                          |                                                                                      | disparu                                           |                                                                                     |                                  |
| Pierre Là                                | Haims                          | vestige mégalithique                                                                 |                                                   | 46° 29′ 49″ N, 0° 56′ 53″ E                                                         |                                  |
| Polissoirs de la Sybillière              | Ingrandes                      | 2 polissoirs                                                                         |                                                   | 1 conservé au Musée Sainte-Croix                                                    |                                  |
| Pierre levée                             | Lathus-Saint-Rémy              | autre nom dolmen de Marchain                                                         | Classé MH (1889)                                  | 46° 20′ 12″ N, 0° 59′ 15″ E                                                         |                                  |
| Dolmen de la Chenaillère                 | Leigné-les-Bois                |                                                                                      |                                                   | 46° 45′ 50″ N, 0° 41′ 55″ E                                                         |                                  |
| Grand'Borne des Relandières              | Leigné-sur-Usseau              | menhir                                                                               | disparue                                          |                                                                                     |                                  |
| Dolmen de la Pièce du Puits              | Liglet                         |                                                                                      |                                                   | 46° 30′ 04″ N, 1° 07′ 21″ E                                                         |                                  |
| Dolmen des Tuyaux                        | Loudun                         | dolmen                                                                               | disparu                                           |                                                                                     |                                  |
| Pierre levée de Lassay                   | Loudun                         | dolmen                                                                               | ruinée                                            | 46° 59′ 41″ N, 0° 03′ 40″ E                                                         |                                  |
| Le Rocher                                | Magné                          | dolmen                                                                               | ruiné                                             |                                                                                     |                                  |
| Pierre Soupèse                           | Marigny-Brizay                 |                                                                                      | disparue                                          |                                                                                     |                                  |
| Tombelle des Chirons                     | Marnay                         |                                                                                      | détruite                                          |                                                                                     |                                  |
| Pierre-Levée de Loubressac               | Mazerolles                     |                                                                                      | Classé MH (1974)                                  | 46° 25′ 16″ N, 0° 40′ 49″ E                                                         | Pierre-Levée de Loubressac       |
| Pierre-levée de Moncontour               | Moncontour                     | dolmen                                                                               | détruite                                          |                                                                                     |                                  |
| Pierre Soupèze                           | Montmorillon                   | dolmen                                                                               | Classé MH (1978)                                  | 46° 23′ 35″ N, 0° 57′ 22″ E                                                         |                                  |
| Dolmen de la Génevrie                    | Moussac                        |                                                                                      | disparu                                           |                                                                                     |                                  |
| Dolmen de la Relandière                  | Moussac                        |                                                                                      | détruit                                           |                                                                                     |                                  |
| Pierre-Levée d'Ainsai                    | Mouterre-Silly                 | dolmen                                                                               | disparue                                          |                                                                                     |                                  |
| Sépulture des Bois de la Ronde           | Mouterre-Silly                 |                                                                                      | disparue                                          |                                                                                     |                                  |
| Menhir du Vieux-Poitiers                 | Naintré                        | autre nom Menhir de Chézelles                                                        | Classé MH (1892)                                  | 46° 45′ 53″ N, 0° 30′ 38″ E                                                         | Menhir du Vieux-Poitiers         |
| Menhir-polissoir de Souhé                | Naintré                        |                                                                                      | Inscrit MH (1989)                                 | déplacé 46° 45′ 37″ N, 0° 28′ 50″ E                                                 | Menhir-polissoir de Souhé        |
| Dolmens                                  | Nalliers                       | 2 dolmens                                                                            | disparus                                          |                                                                                     |                                  |
| Menhir du Pas-de-la-Mule                 | Neuville-de-Poitou             |                                                                                      | disparu                                           |                                                                                     |                                  |
| Pierre-levée de Mavaux                   | Neuville-de-Poitou             | dolmen                                                                               | Classé MH (1900)                                  | 46° 41′ 23″ N, 0° 15′ 47″ E                                                         | Pierre-Levée de Mavaux           |
| Dolmens de Montvinard                    | Nouaillé-Maupertuis            | 2 dolmens                                                                            | détruits                                          |                                                                                     |                                  |
| Caillou de Saint-Martin                  | Orches                         | polissoir                                                                            | Classé MH (1932)                                  | 46° 53′ 22″ N, 0° 20′ 35″ E                                                         |                                  |
| Polissoir de Bois-Joubert                | Paizay-le-Sec                  |                                                                                      |                                                   | conservé au château des Sources à Cenon-sur-Vienne                                  |                                  |
| Tombelle de Brioux                       | Payré                          |                                                                                      | disparue                                          |                                                                                     |                                  |
| Pierre-levée de Chiroux                  | Plaisance                      |                                                                                      | Classé MH (1986)                                  | 46° 17′ 42″ N, 0° 51′ 10″ E                                                         | Pierre-Levée de Chiroux          |
| Pierre levée                             | Poitiers                       | dolmen                                                                               | Classé MH (1862)                                  | 46° 34′ 29″ N, 0° 21′ 44″ E                                                         | Pierre levée                     |
| Dolmen du Château                        | Port-de-Piles                  |                                                                                      | disparu                                           |                                                                                     |                                  |
| Tumulus de Grouin                        | Port-de-Piles                  |                                                                                      | détruit                                           | 47° 00′ 16″ N, 0° 34′ 08″ E                                                         |                                  |
| Maison du Fadet                          | La Puye                        | dolmen                                                                               | Classé MH (1948)                                  | 46° 38′ 24″ N, 0° 43′ 31″ E                                                         |                                  |
| Dolmen de la Bie                         | Le Rochereau                   | autres noms Pierre-Levée de la Dehors, Pierre de la Pie, Pierre de l'Abbie           | Classé MH (1945)                                  | 46° 42′ 13″ N, 0° 08′ 25″ E                                                         | Dolmen de la Bie                 |
| Pierre-levée de Maison Neuve             | La Roche-Rigault               | autre nom Dolmen de Bouchet                                                          | Classé MH (1956)                                  | 46° 57′ 31″ N, 0° 08′ 11″ E                                                         |                                  |
| Dolmens de Pouzac                        | Roches-Prémarie-Andillé        | 2 dolmens                                                                            | Classé MH (1977)(dolmen n°1)                      | 46° 28′ 58″ N, 0° 23′ 19″ E                                                         |                                  |
| Pierre levée d'Andillé                   | Roches-Prémarie-Andillé        | dolmen                                                                               | Inscrit MH (1997)                                 | 46° 28′ 45″ N, 0° 20′ 31″ E                                                         |                                  |
| Chillou Ferrou                           | Roiffé                         | dolmen                                                                               | détruit                                           |                                                                                     |                                  |
| Dolmen de Petite Croix                   | Roiffé                         |                                                                                      | disparu                                           |                                                                                     |                                  |
| Pierre Droite                            | Roiffé                         | menhir                                                                               | disparu                                           |                                                                                     |                                  |
| Roche-Marteau                            | Roiffé                         | dolmen                                                                               | disparu                                           |                                                                                     |                                  |
| Pierres Folles                           | Romagne                        | dolmen                                                                               | détruit                                           |                                                                                     |                                  |
| Dolmen des Vignes de Fredilly            | Rossay                         |                                                                                      | disparu                                           |                                                                                     |                                  |
| Dolmen de la Pierre à Renard             | Rouillé                        |                                                                                      | détruit                                           |                                                                                     |                                  |
| Tumulus de la Haute-Flotte               | Saint-Cyr                      | 45 mètres de diamètre ; 1,50 mètre de hauteur                                        | Classé MH (1991)                                  | 46° 43′ 10″ N, 0° 27′ 27″ E                                                         |                                  |
| Menhir de Pierrefitte                    | Saint-Cyr                      |                                                                                      | Classé MH (1932)                                  | 46° 43′ 11″ N, 0° 27′ 28″ E                                                         | Pierrefitte                      |
| Pierre levée d'Aillé                     | Saint-Georges-lès-Baillargeaux | dolmen                                                                               | Classé MH (1932)                                  | 46° 41′ 02″ N, 0° 24′ 19″ E                                                         | Pierre levée d'Aillé             |
| Roche aux Oies                           | Saint-Georges-lès-Baillargeaux | dolmen                                                                               | ruiné                                             | 46° 40′ 13″ N, 0° 23′ 30″ E                                                         | Roche aux Oies                   |
| Dolmen de la Grève                       | Saint-Laon                     |                                                                                      | détruit                                           |                                                                                     |                                  |
| Dolmens de Chantebrault                  | Saint-Laon                     | 7 dolmens Grande Pierre Levée (dolmen n°4) Petite Pierre Levée (dolmen n°5)          | 4 disparus · Classé MH (1956) · Classé MH (1957)  | 46° 57′ 35″ N, 0° 01′ 34″ O 46° 57′ 38″ N, 0° 01′ 36″ O 46° 57′ 36″ N, 0° 01′ 03″ O |                                  |
| Pierre-de-Verre                          | Saint-Laon                     | dolmen                                                                               | Classé MH (1957)                                  | 46° 58′ 48″ N, 0° 01′ 26″ O                                                         |                                  |
| Dolmens de la Fontaine de Son            | Saint-Léger-de-Montbrillais    | 2 dolmens autres noms dolmens de la Fontaine-Desson, dolmens de la Fontaine Balleron | Classé MH (1955) · Classé MH (1955)               | 47° 05′ 00″ N, 0° 01′ 34″ O 47° 05′ 00″ N, 0° 01′ 40″ O                             | Dolmen de la Fontaine au Son n°2 |
| Chiron de Bars                           | Saint-Martin-l'Ars             | tombelle                                                                             | disparue                                          |                                                                                     |                                  |
| Dolmens de Villaigue                     | Saint-Martin-l'Ars             | 2 dolmens                                                                            | Inscrit MH (1980)                                 | 46° 14′ 03″ N, 0° 32′ 25″ E 46° 14′ 03″ N, 0° 32′ 26″ E                             |                                  |
| Pierre-Levée                             | Saint-Maurice-la-Clouère       | mégalithe indéterminé                                                                | disparu                                           |                                                                                     |                                  |
| Dolmen de Mazaire                        | Saint-Pierre-de-Maillé         |                                                                                      | ruiné                                             |                                                                                     |                                  |
| Dolmen des Liboureaux n°3                | Saint-Pierre-de-Maillé         |                                                                                      |                                                   | 46° 40′ 29″ N, 0° 53′ 27″ E                                                         |                                  |
| Pierre-Levée de Gatine                   | Saint-Pierre-de-Maillé         | dolmen                                                                               | détruit                                           |                                                                                     |                                  |
| Dolmen de Beaumont                       | Saint-Pierre-d'Exideuil        | autre nom dolmen du Bois des Bourbes                                                 |                                                   | 46° 08′ 54″ N, 0° 15′ 02″ E                                                         |                                  |
| Pierre-Soubpèse                          | Saulgé                         | dolmen                                                                               | disparu                                           |                                                                                     |                                  |
| Dolmen                                   | Savigny-sous-Faye              |                                                                                      | disparu                                           |                                                                                     |                                  |
| Dolmen des Pelyvert                      | Senillé                        | autre nom dolmen du Puy Livert                                                       |                                                   | 46° 46′ 48″ N, 0° 35′ 59″ E                                                         |                                  |
| Dolmen de Laleuf                         | Sillars                        |                                                                                      | disparu                                           |                                                                                     |                                  |
| Dolmens de la Bassetière                 | Sillars                        | 2 dolmens                                                                            | Inscrit MH (1984)                                 | 46° 24′ 05″ N, 0° 47′ 05″ E                                                         |                                  |
| Pierre Folle                             | Sillars                        | dolmen                                                                               | disparu                                           |                                                                                     |                                  |
| Dolmen de la Berge                       | Sommières-du-Clain             |                                                                                      | disparu                                           |                                                                                     |                                  |
| Dolmen du Puynard                        | Sommières-du-Clain             |                                                                                      | disparu                                           |                                                                                     |                                  |
| Dolmen de Varennes                       | Thollet                        |                                                                                      | détruit                                           |                                                                                     |                                  |
| Pierre-Soupèse                           | La Trimouille                  | dolmen                                                                               | disparu                                           |                                                                                     |                                  |
| Dolmen de Vaon                           | Les Trois-Moutiers             |                                                                                      | Classé MH (1956)                                  | 47° 03′ 41″ N, 0° 00′ 06″ E                                                         | Dolmen de Vaon                   |
| Dolmens de Bernazay                      | Les Trois-Moutiers             | 2 dolmens                                                                            | Classé MH (1957)                                  | 47° 03′ 07″ N, 0° 00′ 58″ E 47° 03′ 11″ N, 0° 00′ 38″ E                             | Dolmen de Bernazay n°1           |
| Pierre-levée-de-Courçu                   | Les Trois-Moutiers             | menhir                                                                               | Inscrit MH (1957)                                 | 47° 02′ 52″ N, 0° 02′ 08″ O                                                         |                                  |
| Roche-Vernaize                           | Les Trois-Moutiers             | dolmen                                                                               | Classé MH (1957)                                  | 47° 02′ 13″ N, 0° 01′ 59″ E                                                         | La Roche-Vernaize                |
| Dolmens d'Artron                         | Usson-du-Poitou                | 3 dolmens                                                                            | 1 ruiné, 1 détruit                                | 46° 15′ 15″ N, 0° 32′ 24″ E                                                         |                                  |
| Nécropole de Maupas                      | Valdivienne                    |                                                                                      | détruite                                          | 46° 29′ 17″ N, 0° 40′ 15″ E                                                         |                                  |
| Dolmen de la Grand Fat                   | Le Vigeant                     |                                                                                      | ruiné                                             | 46° 13′ 42″ N, 0° 37′ 59″ E                                                         |                                  |
| Pierre Levée de Massigny                 | Villiers                       | dolmen                                                                               | Classé MH (1971)                                  | 46° 40′ 22″ N, 0° 09′ 39″ E                                                         | Pierre Levée de Massigny         |
| Menhir de Champlet                       | Vouillé                        | autres noms Grosse Pierre, Pile Berteau                                              | disparu                                           |                                                                                     |                                  |
| Menhir de Gadiot                         | Vouillé                        | autre nom Grosse Pierre de Cillais                                                   | Classé MH (1969)                                  | 46° 38′ 22″ N, 0° 08′ 47″ E                                                         |                                  |